# سيرجي بينيايف
سيرجي بينيايف (مواليد 2 نوفمبر 2004) هو لاعب كرة قدم روسي يلعب في مركز الجناح في نادي كريليا سوفيتوف سامارا.

## وصلات خارجية
- سيرجي بينيايف على موقع قاعدة بيانات كرة القدم.إي يو (الإنجليزية)
- سيرجي بينيايف على موقع Soccerway.com (الإنجليزية)
- سيرجي بينيايف على موقع عالم كرة القدم.نت (الإنجليزية)